# Dharwad pedha

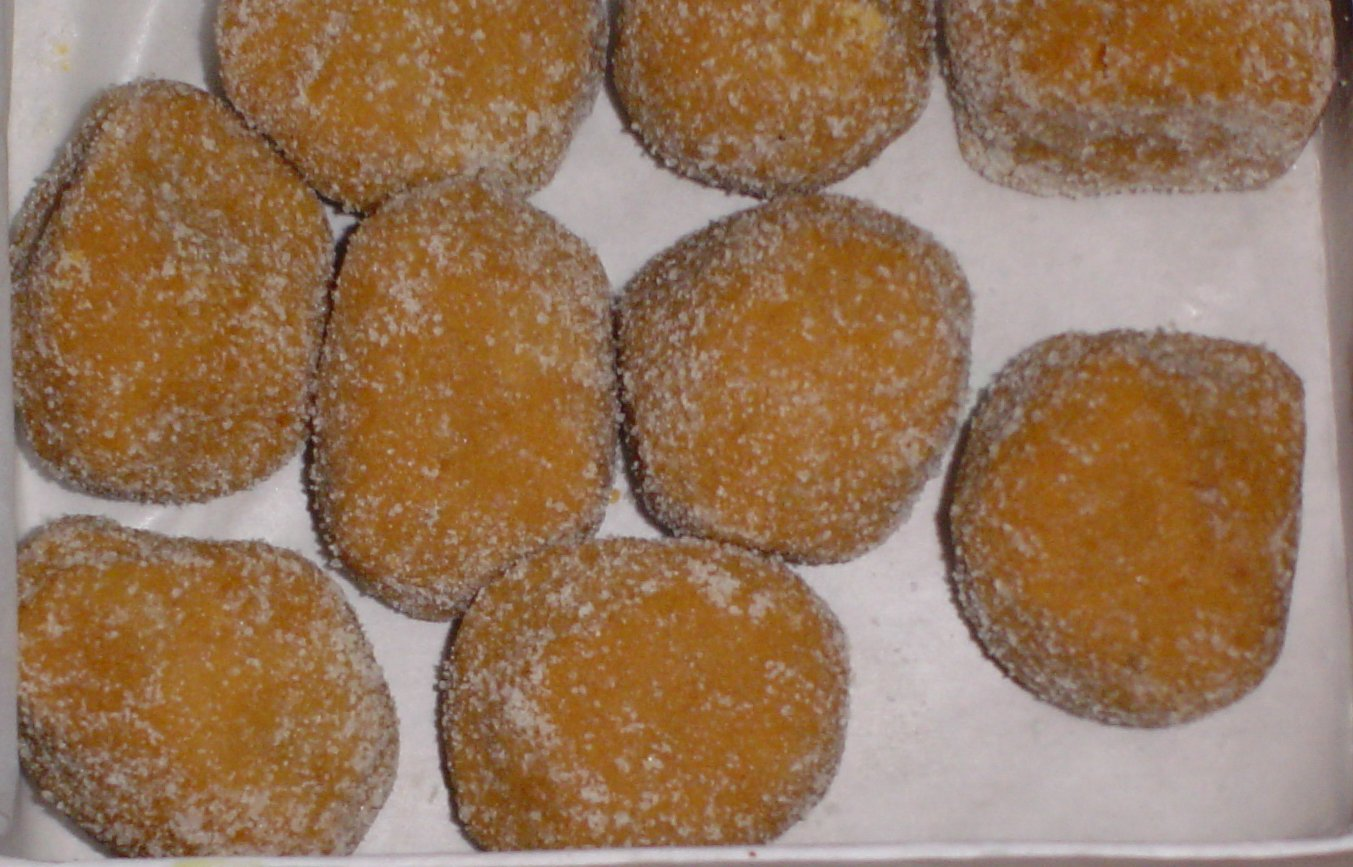
Dharwad pedha.

El dharwad pedha (canarés: ಧಾರವಾಡ ಪೇಡ) es un dulce único del estado de Karnataka, en la India. Toma su nombre de la ciudad de Dharwad.
Se hace con leche, azúcar y leche espesada. Para elaborarlo, se calienta y remueve continuamente la leche, añadiendo el aroma y el azúcar.
- Datos: Q5269415
- Multimedia: Dharwad pedha / Q5269415